# Coxyde Military Cemetery
Coxyde Military Cemetery is een Britse militaire begraafplaats met gesneuvelden uit de Eerste en Tweede Wereldoorlog, gelegen in de Belgische gemeente Koksijde. De begraafplaats ligt een kleine kilometer ten noordwesten van Koksijde-Dorp aan de rand van de duinen. Net ten westen is een militaire basis gevestigd. De begraafplaats werd ontworpen door Edwin Lutyens en wordt onderhouden door de Commonwealth War Graves Commission. Het terrein heeft een vierhoekig grondplan met een oppervlakte van 7.750 m². Het bevindt zich op 100 m van de straat en is bereikbaar via een graspad. Aan de ingang staan twee natuurstenen pijlers, met links en rechts een schuilhuisje met vier boogvormige doorgangen en onder een tentdak. Vlak achter de ingang staat de Stone of Remembrance. Achteraan bevindt zich het Cross of Sacrifice.

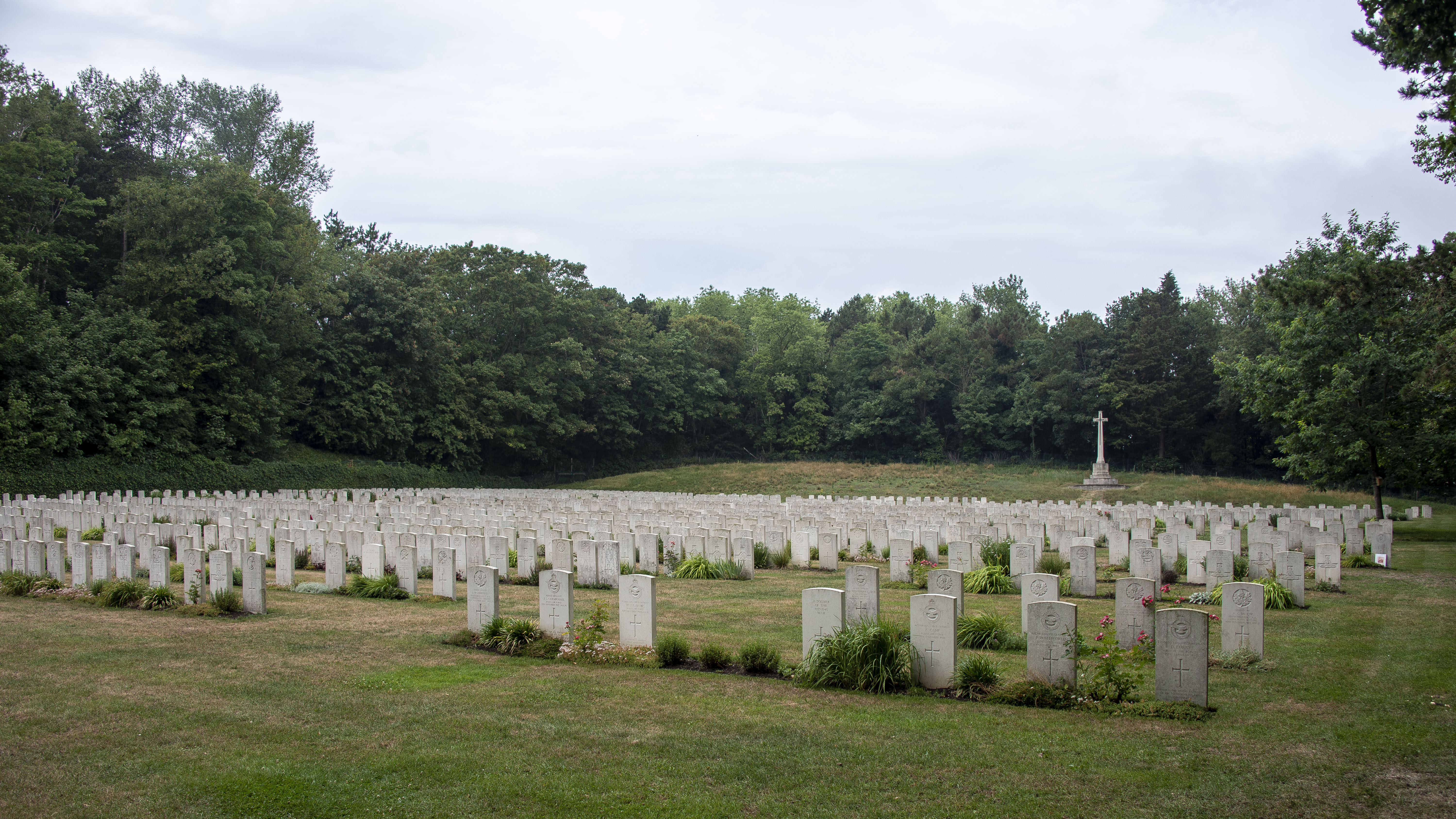
Graven

Er worden 1.672 doden herdacht, waarvan 1.517 sneuvelden uit de Eerste Wereldoorlog en 155 uit de Tweede Wereldoorlog.

## Geschiedenis

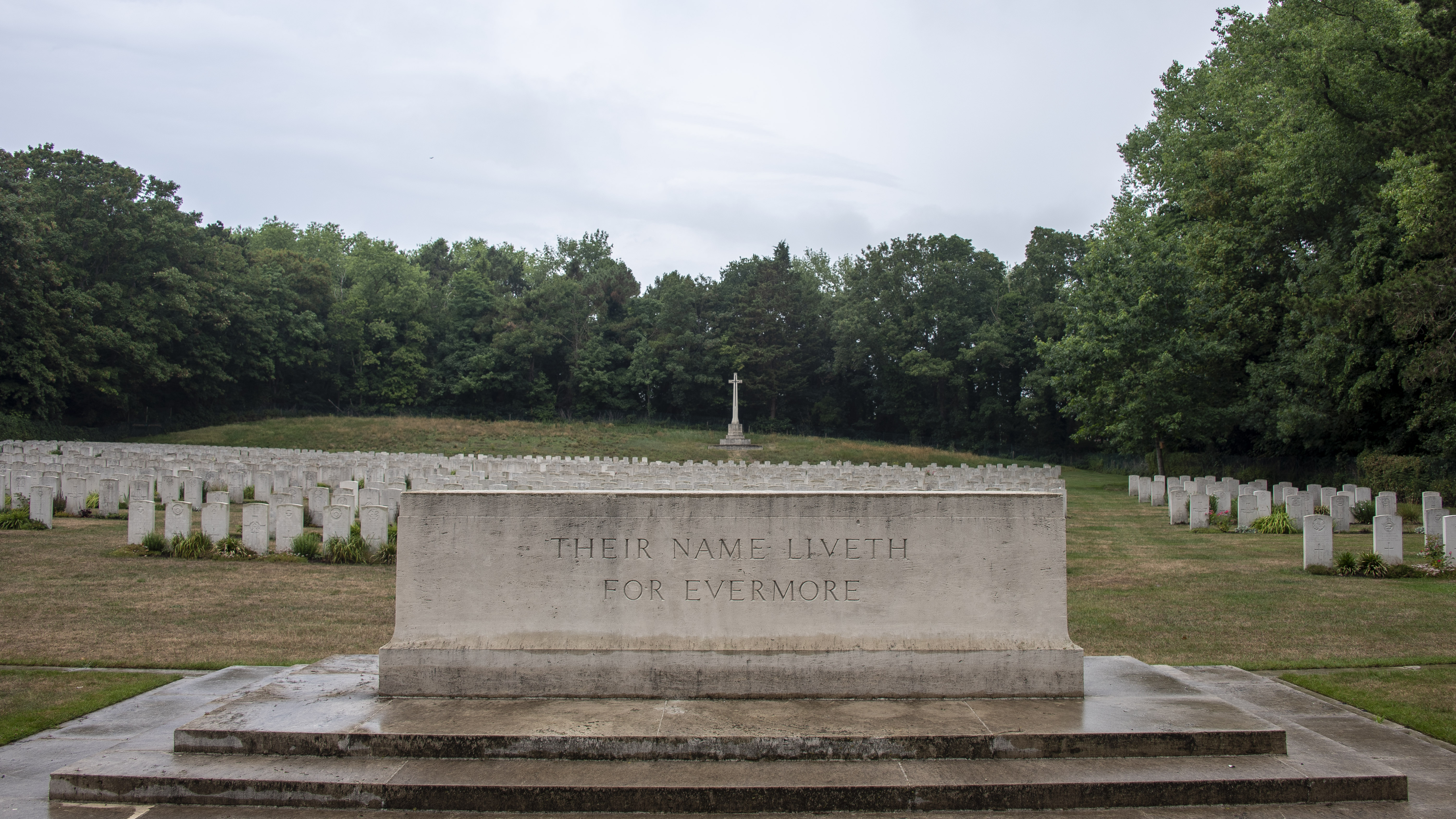
Stone of remembrance

Het dorp Koksijde lag tijdens de Eerste Wereldoorlog op een relatief veilige afstand van zo'n 10 km achter het front en werd gebruikt als rustplaats voor de troepen. De begraafplaats werd aanvankelijk aangelegd door de Fransen. In juni 1917 losten de Britten de Fransen hier af en zij gebruikten de begraafplaats verder. Het werd de belangrijkste Britse begraafplaats in de omgeving. In december keerden de Fransen terug in de sector en ook zij namen de begraafplaats weer in gebruik. In 1918 werden ook Britse gesneuvelden van de zeemachtbasissen bij Duinkerke hier begraven. Na de oorlog werden nog 44 gesneuvelden bijgezet die afkomstig waren uit verspreide graven en uit kleinere ontruimde begraafplaatsen in de omgeving waaronder 25 graven afkomstig uit Oosthoek Military Cemetery in Adinkerke en 19 graven uit Furnes Road British Cemetery in Koksijde. De Franse graven werden weggehaald.
Onder de 1.517 slachtoffers uit de Eerste Wereldoorlog zijn er 1.453 Britten (waaronder 9 niet geïdentificeerde), 15 Canadezen, 18 Australiërs, 19 Nieuw-Zeelanders, 2 Zuid-Afrikanen en 10 Duitsers (waaronder 6 niet geïdentificeerde).
Ook tijdens de Tweede Wereldoorlog werden hier gesneuvelden begraven. De meeste vielen in de lente van 1940 tijdens Operatie Dynamo. Een aantal militairen van de Royal Air Force kwamen om toen ze door de Duitsers werden neergehaald, vooral in 1944.
Bij de 155 slachtoffers uit de Tweede Wereldoorlog zijn er 22 niet geïdentificeerde doden. Onder de geïdentificeerde zijn er 115 Britten, 16 Canadezen, 1 Nieuw-Zeelander en 1 Australiër. Voor 1 slachtoffer werd een Special Memorial opgericht omdat zijn graf niet meer gelokaliseerd kon worden.
De begraafplaats werd in 2009 als monument beschermd.

## Bijzondere graven
- Luitenant Thomas Ernest Hulme was een van de bekende Engelse oorlogsdichters. Hij sneuvelde op 28 september 1917.

### Onderscheiden militairen
- de luchtmachtofficieren Douglas Alfred Weatherill, John Edmund Greene, John Henry Hewitt, Denis Flynn, Walter Smith, Robert Lonsdale Clenahan en Charles Robert Reeves Hickey werden onderscheiden met het Distinguished Flying Cross (DFC) waarbij de laatstgenoemde deze onderscheiding tweemaal ontving. (DFC and Bar).
- majoor Thomas Stewart van de Royal Scots werd tweemaal onderscheiden met het Military Cross (MC and Bar).
- de kapiteins W.A. Sneath, Edgar William Sussex en de luitenants Horace Michael Hynman Allenby, Ralph Dorschel Doughty, Douglas Collett Sykes en Cecil William Baxter werden onderscheiden met het Military Cross (MC). De laatstgenoemde ontving ook de Distinguished Conduct Medal (DCM).
- volgende leden van de Royal Air Force Volunteer Reserve ontvingen de Distinguished Flying Medal (DFM): de piloten Vincent Brian Crosby en Harry Louis Wilson en sergeant Albert Bouch.
- James Robert Sole, eerste matroos bij de Royal Navy ontving de Distinguished Service Medal (DSM).
- sergeant George Leonard Pond werd onderscheiden met de Distinguished Conduct Medal (DCM).
- nog 22 andere militairen ontvingen de Military Medal (MM) waaronder de sergeanten John Collyer en Norman Connor tweemaal (MM and Bar).

### Minderjarige militairen
- pionier David Wright en soldaat John Rose waren 17 jaar toen ze sneuvelden.

### Alias
- soldaat Gilbert Haworth diende onder het alias J. Mather bij de Lancashire Fusiliers.

### Gefusilleerde militairen
- William Wycherley, soldaat bij het 2nd Manchester Regiment werd wegens desertie gefusilleerd op 12 september 1917. Hij was 24 jaar.
- Frank William Cheeseman, schutter bij het 18th Kings Royal Rifle Corps werd wegens desertie gefusilleerd op 20 oktober 1917. Hij was 29 jaar.[3]
- Arthur Philip Oyns, soldaat bij het 50th Search Light Company Royal Engineers werd wegens moord gefusilleerd op 20 oktober 1917. Hij was 31 jaar.